# نورت بابیلون (نیویورک)
نورت بابیلون (به انگلیسی: North Babylon) یک منطقهٔ مسکونی در ایالات متحده آمریکا است که در شهرستان سافک، نیویورک واقع شده‌است. نورت بابیلون ۸٫۹ کیلومتر مربع مساحت و ۱۷٬۵۰۹ نفر جمعیت دارد و ۱۰٫۰۶ متر بالاتر از سطح دریا واقع شده‌است.